# Acacia polypyrigenes
Acacia polypyrigenes là một loài thực vật có hoa trong họ Đậu. Loài này được Combs miêu tả khoa học đầu tiên.